# فرو مک‌میلان
 فرو مک‌میلان (انگلیسی: Frew McMillan؛ زاده ۲۰ مهٔ ۱۹۴۲) یک تنیس‌باز اهل آفریقای جنوبی است.